# Litoria multicolor
Litoria multicolor är en groddjursart som beskrevs av Günther 2004. Litoria multicolor ingår i släktet Litoria och familjen lövgrodor. IUCN kategoriserar arten globalt som otillräckligt studerad. Inga underarter finns listade i Catalogue of Life.